# Нечитайло, Жанна Олеговна
Жанна Олеговна Нечитайло (род. 24 октября 1980 года) — российская пловчиха в ластах.

## Карьера
С 1997 года в бийской спортивной школе «Дельфин» начала заниматься плаванием в ластах. Участвовала во всероссийских и сибирских соревнованиях в составе сборной Алтайского края и в 1998 году выполнила норматив кандидата в мастера спорта. На чемпионате России 2002 года выполнила норматив мастера спорта. В состав сборной Алтайского края по плаванию в ластах становилась  призёром и победителем Кубка и Чемпионатов России.
В 2008 году вошла в состав сборной России. Выиграла чемпионат Европы и установила мировой рекорд в эстафетном плавании 4* 200 м. В этом же году в Москве получила кубок и почетную грамоту как сильнейший спортсмен Европы.
В 2009 году стала серебряным и бронзовым призёром Кубка России и Чемпионата России. В 2009 году выиграла чемпионат Мира в городе Санкт-Петербурге и стала рекордсменкой мира в эстафетном плавании.
В 2010 году становится призёром кубка и чемпионата России. В этом же году выиграла чемпионат Европы в Казани, установив новый мировой рекорд в эстафетном плавании.

## Образование
В 2003 году окончила Бийский педагогический университет по специальности учитель экономики. В 2006 году начала работать преподавателем экономических дисциплин в Бийском технологическом институте на кафедре экономики коммерческих операций.
В 2006 года поступила в аспирантуру Бийского педагогического университета соискателем и начала писать диссертацию и проводить исследование на тему «Профилактика девиантного поведения подростков средствами физической культуры и спорта».

## Политическая деятельность
В 2012 году была избрана депутатом Думы г. Бийска 6 созыва. Входит в состав комитета Думы города по бюджету, налоговой и кредитной политике. В 2019 году баллотировалась повторно.